# جام حذفی فوتبال تاجیکستان
جام حذفی فوتبال تاجیکستان یا جام تاجیکستان که در سال ۱۹۹۲ تاکنون در این کشور برگزار می‌شود.و باشگاه فوتبال استقلال دوشنبه با ده قهرمانی موفق ترین تیم این رقابت‌ها است.
باشگاه فوتبال ریگر-تداز در سال ۲۰۲۴ موفق به قهرمانی در این رقابت‌ها شد.

## تیم ها بر پایه قهرمانی
تیم ها بر پایه قهرمانی 
| رده | نام باشگاه           | تعداد قهرمانی |
| --- | -------------------- | ------------- |
| ۱   | استقلال دوشنبه       | ۱۰            |
| ۲   | ریگر-تداز تورسون‌زاده | ۷             |
| ۳   | خجند                 | ۵             |
| ۴   | روشن کلاب            | ۲             |
| ۴   | ورزاب دوشنبه         | ۲             |
| ۴   | پرواز باباجان غفورف  | ۲             |
| ۴   | وخش قرغان‌تپه         | ۲             |